# Imogen Grant
Imogen Grant, född den 26 februari 1996 i Cambridge, är en brittisk roddare.

## Karriär
Vid OS 2024 i Paris tog Imogen Grant guld tillsammans med Emily Craig i lättviktsdubbelsculler.